# Ellipteroides tenebrosus
Ellipteroides tenebrosus är en tvåvingeart som först beskrevs av Edwards 1928.  Ellipteroides tenebrosus ingår i släktet Ellipteroides och familjen småharkrankar.
Artens utbredningsområde är Thailand. Inga underarter finns listade i Catalogue of Life.